# Дорогий Едісон!
Дорогий Едісон! (рос. «Дорогой Эдисон!») — радянський художній фільм 1986 року.

## Сюжет
Молодий талановитий учений Одинцов, випускник столичного вищого навчального закладу, потрапляє в жорна радянських «апаратних ігор». У фільмі детально, реалістично і психологічно достовірно показана технологія цілком «законного» знищення талантів хитромудрою і досвідченою командою партократів. З цензурних міркувань дію фільму перенесено в російську провінцію, в результаті чого фільм набуває несподіваного глибинного узагальнення: апаратні метастази пронизали країну, влада їх практично безмежна і непохитна при будь-яких реформах…

## У ролях
- Андрій Ташков — Віктор Григорович Одинцов
- Анатолій Ромашин — Станіслав Веніамінович Івинський, вчений
- Леонід Марков — Геннадій Аркадійович Широков, представник комітету народного контролю області
- Олександр Фатюшин — Разуваєв, співробітник лабораторії
- Всеволод Абдулов — Микола Костянтинович Бочаров, керівник лабораторії
- Володимир Меньшов — Сергій Трохимович Смирнов, директор Інституту
- Микола Волков — професор Прохоров, науковий керівник Одинцова під час його навчання
- Ольга Толстецька — співробітниця лабораторії
- Марія Виноградова — Серафима Кузьмівна, прибиральниця в заводській лабораторії
- Федір Гаврилов — робітник заводу
- Галина Анісімова — співробітниця лабораторії
- Галина Бєлозьорова — секретар комісії з розподілу
- В'ячеслав Гостинський — член комісії з розподілу
- Олексій Кольосов — заступник директора заводу
- В'ячеслав Кутаков — голова комісії з розподілу
- Сергій Рошинець — випускник інституту
- Маргарита Сєрдцева — Віра
- Євген Тетервов — сантехнік
- Тетяна Тетеріна — Надія Чижова, секретарка
- Іван Шабалтас — підрядник будівництва пансіонату
- Ольга Голованова — лаборантка

## Знімальна група
- Режисер — Ісаак Фрідберг
- Сценарист — Ісаак Фрідберг
- Оператор — Лев Бунін
- Композитор — Андрій Ташков
- Художник — Ігор Шихарєв